# Alstonia
Alstonia är ett släkte av oleanderväxter. Alstonia ingår i familjen oleanderväxter.

## Dottertaxa tillAlstonia, i alfabetisk ordning[1]
- Alstonia actinophylla
- Alstonia angustifolia
- Alstonia angustiloba
- Alstonia annamensis
- Alstonia balansae
- Alstonia beatricis
- Alstonia boonei
- Alstonia boulindaensis
- Alstonia breviloba
- Alstonia congensis
- Alstonia constricta
- Alstonia coriacea
- Alstonia costata
- Alstonia curtisii
- Alstonia deplanchei
- Alstonia iwahigensis
- Alstonia lanceolata
- Alstonia lanceolifera
- Alstonia legouixiae
- Alstonia lenormandii
- Alstonia macrophylla
- Alstonia mairei
- Alstonia muelleriana
- Alstonia neriifolia
- Alstonia oblongifolia
- Alstonia odontophora
- Alstonia parkinsonii
- Alstonia parvifolia
- Alstonia paucinervia
- Alstonia penangiana
- Alstonia pneumatophora
- Alstonia quaternata
- Alstonia rostrata
- Alstonia rubiginosa
- Alstonia rupestris
- Alstonia scholaris
- Alstonia sebusi
- Alstonia spatulata
- Alstonia spectabilis
- Alstonia sphaerocapitata
- Alstonia venenata
- Alstonia vieillardii
- Alstonia vietnamensis
- Alstonia yunnanensis